# Список глав Кубы

Штандарт президента Кубы

Список глав Кубы включает лиц, являвшихся главой государства Кубы с момента провозглашения независимости страны от испанской короны в 1868 году до поражения национальной армии в первой войне за независимость. Далее список продолжается главами вновь суверенной Республики Куба, восстановленной в 1895 году в ходе второй войны за независимость и просуществовавшей до оккупации острова войсками США в 1899 году. Следующий отражённый в списке период начинается с провозглашения восстановления независимости Кубы в 1902 году до настоящего времени.
В настоящее время государство возглавляет Президент Республики (исп. Presidente de la República). Согласно действующей редакции конституции (после внесённых в неё в апреле 2019 года изменений), начиная с состоявшихся в октябре того же года выборов, президент избирается голосованием членов Национального собрания народной власти на 5 лет с правом однократного переизбрания. В случае вакантности поста обязанности президента исполняет вице-президент Кубы.
Использованная в первом столбце таблиц нумерация является условной; также условным является использование в первом столбце цветовой заливки, служащей для упрощения восприятия принадлежности лиц к различным политическим силам без необходимости обращения к столбцу, отражающему партийную принадлежность. Наряду с партийной принадлежностью, в столбце «Партия» также отражён беспартийный статус персоналий. В столбце «Выборы» отражены состоявшиеся выборные процедуры (с 1976 года — сформировавшие состав парламента, избравшего впоследствии главу государства) или иные основания получения полномочий. Для удобства список разделён на принятые в историографии периоды истории страны. Приведённые в преамбулах к каждому из разделов описания этих периодов призваны пояснить особенности её политической жизни.

## Десятилетняя война (1868—1878)
Начиная с XVI века, остров Куба являлся испанским владением, управляемым губернаторами и генерал-капитанами. В середине XIX века Куба находилась в глубоком экономическом кризисе. Особенно сильно пострадала менее развитая восточная часть острова. Метрополия установила строгий контроль над кубинской торговлей, что лишь усугубляло последствия кризиса. Большинство населения составляли кубинцы, которые не имели политических прав и свобод, в частности, права занимать государственные посты, что приводило к созданию подпольных организаций. В сентябре 1868 года в Испании произошла революция, стимулировавшая антиколониальные и антирабовладельческие движения на Кубе.
Началом т. н. Десятилетней войны против испанского господства послужило восстание 10 октября 1868 года под руководством Карлоса Мануэля де Сеспедеса. Вооружённое выступление охватило восточную часть острова. Отряды сформированной Освободительной армии состояли в основном из рабов и крестьян. Началось создание политических институтов независимой Республики Куба (исп. República de Cuba). В апреле 1869 года было созвано Учредительное собрание, члены которого приняли конституцию, провозгласившую Кубу федеративной республикой во главе с президентом, которым был избран лидер революции Сеспедес, сформировали правительство и парламент. В 1870 году на Кубе было отменено рабство. В 1875 году повстанцы вступили на западную часть острова, находившуюся под контролем Испании. Однако 10 февраля 1878 года Комитет центра, сформированный из представителей парламента Кубы, подписал с испанскими властями Санхонский договор, по которому на острове восстанавливалась колониальная администрация, а сражавшиеся повстанцы были амнистированы. В марте радикальное крыло Освободительной армии под руководством Антонио Масео отказалось признать договор и возобновило вооружённую борьбу, однако уже в мае потерпело окончательное поражение.
|        | Портрет        | Имя (годы жизни) | Полномочия      | Полномочия                                           | Партия       | Наименование должности | Пр.   |
| Начало | Портрет        | Имя (годы жизни) | Окончание       |                                                      | Партия       | Наименование должности | Пр.   |
| ------ | -------------- | --- | --------------- | ---------------------------------------------------- | ------------ | --- | ----- |
| —      |                | Карлос Мануэль Перфекто дель Кармен де Сеспедес-и-Лопес дель Кастильо (1819—1874) исп. Carlos Manuel Perfecto del Carmen de Céspedes y López del Castillo | 10 октября 1868 | 12 апреля 1869                                       | беспартийный | Генерал-капитан Освободительной армии Кубы и глава её временного правительства исп. Capitán general del ejército liberador de Cuba y encargado de su gobierno provisional | [ 3 ] |
| 1      | 12 апреля 1869 | Карлос Мануэль Перфекто дель Кармен де Сеспедес-и-Лопес дель Кастильо (1819—1874) исп. Carlos Manuel Perfecto del Carmen de Céspedes y López del Castillo | 27 октября 1873 | Президент Республики исп. Presidente de la República | беспартийный | | [ 3 ] |
| и. о.  |                | Сальвадор Эсколастико Сиснерос-и-Бетанкур (1828—1914) исп. Salvador Escolástico Cisneros y Betancourt                                                     | 27 октября 1873 | 1 июля 1875                                          | беспартийный | Исполняющий обязанности президента Республики исп. Presidente Interino de la República                                                                                    | [ 4 ] |
| и. о.  |                | Хуан Баутиста Споторно-и-Хеорович (1832—1917) исп. Juan Bautista Spotorno y Georovich                                                                     | 1 июля 1875     | 29 марта 1876                                        | беспартийный | Исполняющий обязанности президента Республики исп. Presidente Interino de la República                                                                                    | [ 5 ] |
| 2 (I)  |                | Томас Эстрада Пальма (1835—1908) исп. Tomás Estrada Palma (урожд. Томас Дук де Эстрада-и-Пальма исп. Tomás Duque de Estrada y Palma)                      | 29 марта 1876   | 19 октября 1877                                      | беспартийный | Президент Республики исп. Presidente de la República | [ 6 ] |
| и. о.  |                | Франсиско Хавьер де Хесус де Сеспедес-и-Лопес дель Кастильо (1821—1903) исп. Francisco Javier de Jesús de Céspedes y López del Castillo                   | 19 октября 1877 | 13 декабря 1877                                      | беспартийный | Исполняющий обязанности президента Республики исп. Presidente Interino de la República                                                                                    | [ 7 ] |
| 3      |                | Висенте Гарсия-и-Гонсалес (1833—1886) исп. Vicente García y González                                                                                      | 13 декабря 1877 | 10 февраля 1878                                      | беспартийный | Президент Республики исп. Presidente de la República | [ 8 ] |
| —      |                | Мануэль де Хесус Кальвар-и-Одуардо (1837—1895) исп. Manuel de Jesús Calvar y Odoardo                                                                      | 16 марта 1878   | 28 мая 1878                                          | беспартийный | Председатель Временного правительства исп. Presidente del Gobierno Provisional                                                                                            | [ 9 ] |

## Война за независимость (1895—1899)
В 1892 году в США Хосе Марти основал Кубинскую революционную партию (КРП), объединившую кубинских эмигрантов и впоследствии развернувшую подготовку к вооружённому выступлению. 24 февраля 1895 года в провинции Сантьяго-де-Куба началось восстание, послужившее началом Войны за независимость. 16 сентября в Химагуаю патриотические силы Кубы созвали Учредительное собрание, которое восстановило независимую Республику Куба и утвердило временную конституцию. Правительство Испании пыталось вернуть контроль над островом, для чего в 1897 году предоставило Кубе ограниченную автономию, что, однако, не привело к прекращению военных действий; к началу 1898 года повстанцы контролировали почти всю территорию острова.
В апреле 1898 года под предлогом поддержки освободительного движения на Кубе США, стремившиеся включить остров в свою сферу влияния, начали войну против Испании, по результатам которой последняя признала независимость Кубы и передала её в управление американскому правительству, установившему на острове оккупационную администрацию. Одновременно, США удалось ослабить кубинские патриотические силы, и уже в декабре 1898 года прекратила существование КРП, а в апреле 1899 года распущена Освободительная армия. Вплоть до Кубинской революции 1959 года остров фактически оставался государством-сателлитом США.
|        | Портрет      | Имя (годы жизни) | Полномочия       | Полномочия      | Партия                         | Наименование должности | Пр.    |
| Начало | Портрет      | Имя (годы жизни) | Окончание        |                 | Партия                         | Наименование должности | Пр.    |
| ------ | ------------ | --- | ---------------- | --------------- | ------------------------------ | --- | ------ |
| 4      |              | Сальвадор Эсколастико Сиснерос-и-Бетанкур (1828—1914) исп. Salvador Escolástico Cisneros y Betancourt                   | 18 сентября 1895 | 30 октября 1897 | Кубинская революционная партия | Председатель Правительственного совета исп. Presidente del Consejo de Gobierno | [ 4 ]  |
| 5      |              | Бартоломе де Хесус Масо-и-Маркес (1830—1907) исп. Bartolomé de Jesús Masó y Márquez                                     | 30 октября 1897  | 7 ноября 1898   | Кубинская революционная партия | Президент Республики, председатель Правительственного совета исп. Presidente de la República, Presidente del Consejo de Gobierno                                                   | [ 11 ] |
| и. о.  |              | Доминго Мендес-Капоте (1863—1934) исп. Domingo Méndez Capote                                                            | 7 ноября 1898    | 10 ноября 1898  | Кубинская революционная партия | Председатель Собрания представителей Кубинской революции исп. Presidente de la Asamblea de Representantes de la Revolución Cubana                                                  | [ 12 ] |
| и. о.  |              | Рафаэль Мария де ла Каридад Бенито Портуондо Тамайо (1867—1908) исп. Rafael María de la Caridad Benito Portuondo Tamayo | 10 ноября 1898   | 4 апреля 1899   | Кубинская революционная партия | Председатель Исполнительной комиссии Собрания представителей Кубинской революции исп. Presidente de la Comisión Ejecutiva de la Asamblea de Representantes de la Revolución Cubana | [ 13 ] |
|        | беспартийный | Рафаэль Мария де ла Каридад Бенито Портуондо Тамайо (1867—1908) исп. Rafael María de la Caridad Benito Portuondo Tamayo | 10 ноября 1898   | 4 апреля 1899   |                                | Председатель Исполнительной комиссии Собрания представителей Кубинской революции исп. Presidente de la Comisión Ejecutiva de la Asamblea de Representantes de la Revolución Cubana | [ 13 ] |
| и. о.  |              | Хосе Франсиско Лакре-и-Морло (1850—1904) исп. José Francisco Lacret y Morlot                                            | 4 апреля 1899    | 30 июня 1899    | [ 14 ]                         | Председатель Исполнительной комиссии Собрания представителей Кубинской революции исп. Presidente de la Comisión Ejecutiva de la Asamblea de Representantes de la Revolución Cubana |        |

## Республика Куба (с 1902)
В ноябре 1900 года американские власти созвали Учредительное собрание для выработки конституции Кубы, одобренной в феврале 1901 года. В июне 1901 года по инициативе сенатора США Орвиля Платта в конституцию была внесена «поправка Платта», ограничившая суверенитет страны и предоставлявшая США право вмешательства в её внутренние дела. В декабре на Кубе были проведены первые президентские выборы, победу на которых одержал консерватор Томас Эстрада Пальма. 20 мая 1902 года была провозглашена независимая Республика Куба, началась эвакуация американских войск.
В 1906 году по просьбе Эстрады Пальмы для подавления восстания членов Либеральной партии американские войска вновь высадились на острове — началась его трёхлетняя оккупация. В мае 1925 года при поддержке США президентом Кубы стал генерал Херардо Мачадо, не выполнивший ни одного из своих предвыборных обещаний и фактически установивший в стране диктаторский режим. Авторитарное правление Мачадо и уменьшение производства главного экспортируемого товара на острове (сахара) в период мирового экономического кризиса 1929—1933 годов привели к обострению забастовочной борьбы. В августе 1933 года в ответ на разгон демонстрации в Гаване на Кубе началась всеобщая забастовка. 12 августа офицеры столичного гарнизона вынудили Мачадо бежать из страны. 13 августа было сформировано правительство во главе с Карлосом Сеспедесом. Однако уже 5 сентября оно было свергнуто в результате «заговора сержантов», организованного Фульхенсио Батистой. После недолгого существования Исполнительной комиссии (пентархии) было образовано временное правительство под председательством Рамона Грау. Новое правительство осуществило ряд прогрессивных преобразований, но уже 15 января 1934 года было свергнуто Батистой. Временным президентом стал Карлос Мендьета, фактически же власть перешла к Батисте.
Сменивший Мендьету на посту временного президента в конце 1935 года Хосе Агрипино Барнет провёл всеобщие выборы, победу на которых одержал Мигель Мариано Гомес. Однако уже в декабре 1936 года Фульхенсио Батиста принудил его подать в отставку. Новым главой государства стал Федерико Ларедо-Бру. В 1940 году Учредительное собрание Кубы утвердило демократическую конституцию. На президентских выборах одержал победу Батиста. Последующие президенты провозглашали программы социальных и экономических преобразований. Опасаясь возможного поражения на президентских выборах 1952 года, Батиста совершил государственный переворот, захватил власть, приостановил действие конституции и установил военную диктатуру. Политика Батисты вызвало недовольство среди населения. В июле 1953 года группа патриотов во главе с Фиделем Кастро предприняла безуспешную попытку штурма казарм Монкада. В декабре 1956 года отряд под командованием Кастро, находившегося до этого в эмиграции, высадился на Кубе и начал вооружённую борьбу с правительственными силами. 2 января 1959 года повстанческая армия вступила в столицу, после чего было сформировано революционное правительство, возглавленное в феврале Фиделем Кастро.
1 января 1959 года Мануэль Уррутия Льео был провозглашён революционерами президентом Кубы. 17 июля, после отставки Уррутии, президентом стал Освальдо Дортикос Торрадо, остававшийся на этом посту вплоть до его упразднения в 1976 году в ходе конституционной реформы (принятая на прошедшем 15 февраля 1976 года национальном референдуме новая конституция установила новую структуру органов государственного управления Кубы). С 2 декабря 1976 года главой государства стал председатель Государственного совета — постоянного органа Национального собрания народной власти. В 2006 году Фидель Кастро в связи со своей болезнью фактически передал полномочия своему брату Раулю, официально ставшему преемником 24 февраля 2008 года. 19 апреля 2018 года новым главой государства и правительства стал Мигель Диас-Канель, вскоре осуществивший конституционную реформу, в соответствии с которой восстанавливалась должность президента Кубы, которым в октябре 2019 года был избран Диас-Канель.
|             | Портрет | Имя (годы жизни) | Полномочия            | Полномочия                                                                   | Партия | Выборы                                               | Наименование должности | Пр.    |
| Начало      | Портрет | Имя (годы жизни) | Окончание             |                                                                              | Партия | Выборы                                               | Наименование должности | Пр.    |
| ----------- | --- | --- | --------------------- | ---------------------------------------------------------------------------- | --- | ---------------------------------------------------- | --- | ------ |
| 2 (II—III)  | | Томас Эстрада Пальма (1835—1908) исп. Tomás Estrada Palma (урожд. Томас Дук де Эстрада-и-Пальма исп. Tomás Duque de Estrada y Palma)         | 20 мая 1902           | 20 мая 1906                                                                  | Консервативная республиканская партия →Умеренная партия | 1901                                                 | Президент Республики исп. Presidente de la República                                                                                           | [ 17 ] |
| 2 (II—III)  | 20 мая 1906                                                                                                  | Томас Эстрада Пальма (1835—1908) исп. Tomás Estrada Palma (урожд. Томас Дук де Эстрада-и-Пальма исп. Tomás Duque de Estrada y Palma)         | 28 сентября 1906      | 1905                                                                         | Консервативная республиканская партия →Умеренная партия |                                                      | Президент Республики исп. Presidente de la República                                                                                           | [ 17 ] |
| —           | | Уильям Говард Тафт (1857—1930) англ. William Howard Taft                                                                                     | 29 сентября 1906      | 13 октября 1906                                                              | беспартийный | [ комм. 3 ]                                          | Временный губернатор Кубы исп. Gobernador Provisional de Cuba                                                                                  | [ 18 ] |
| —           | | Чарльз Эдвард Магун (1861—1920) англ. Charles Edward Magoon                                                                                  | 13 октября 1906       | 28 января 1909                                                               | беспартийный | [ комм. 3 ]                                          | Временный губернатор Кубы исп. Gobernador Provisional de Cuba                                                                                  | [ 19 ] |
| 6           | | Хосе Мигель Гомес-и-Гомес (1858—1921) исп. José Miguel Gómez y Gómez                                                                         | 28 января 1909        | 20 мая 1913                                                                  | Либеральная партия Кубы | 1908                                                 | Президент Республики исп. Presidente de la República                                                                                           | [ 20 ] |
| 7 (I—II)    | | Аурелио Марио Габриэль Франсиско Гарсия Менокаль-и-Деоп (1866—1941) исп. Aurelio Mario Gabriel Francisco García Menocal y Deop               | 20 мая 1913           | 20 мая 1917                                                                  | Консервативная партия | 1912                                                 | Президент Республики исп. Presidente de la República                                                                                           | [ 21 ] |
| 7 (I—II)    | 20 мая 1917                                                                                                  | Аурелио Марио Габриэль Франсиско Гарсия Менокаль-и-Деоп (1866—1941) исп. Aurelio Mario Gabriel Francisco García Menocal y Deop               | 20 мая 1921           | 1916                                                                         | Консервативная партия |                                                      | Президент Республики исп. Presidente de la República                                                                                           | [ 21 ] |
| 8           | | Альфредо Сайяс-и-Альфонсо (1861—1934) исп. Alfredo Zayas y Alfonso                                                                           | 20 мая 1921           | 20 мая 1925                                                                  | Кубинская народная партия — Национальная лига | 1920                                                 | Президент Республики исп. Presidente de la República                                                                                           | [ 22 ] |
| 9 (I—II)    | | Херардо Мачадо-и-Моралес (1871—1939) исп. Gerardo Machado y Morales                                                                          | 20 мая 1925           | 20 мая 1929                                                                  | Либеральная партия Кубы | 1924                                                 | Президент Республики исп. Presidente de la República                                                                                           | [ 23 ] |
| 9 (I—II)    | 20 мая 1929                                                                                                  | Херардо Мачадо-и-Моралес (1871—1939) исп. Gerardo Machado y Morales                                                                          | 24 августа 1933       | 1928                                                                         | Либеральная партия Кубы |                                                      | Президент Республики исп. Presidente de la República                                                                                           | [ 23 ] |
| и. о.       | | Альберто Эррера-и-Франчи (1874—1954) исп. Alberto Herrera y Franchi                                                                          | 12 августа 1933       | 13 августа 1933                                                              | военный | [ комм. 5 ]                                          | Исполняющий обязанности президента Республики исп. Presidente de la República Interino                                                         | [ 24 ] |
| и. о.       | | Карлос Мануэль де Сеспедес-и-де-Кесада (1871—1939) исп. Carlos Manuel de Céspedes y de Quesada                                               | 13 августа 1933       | 24 августа 1933                                                              | беспартийный | [ комм. 5 ]                                          | Исполняющий обязанности президента Республики исп. Presidente de la República Interino                                                         | [ 25 ] |
| и. о.       | 24 августа 1933                                                                                              | Карлос Мануэль де Сеспедес-и-де-Кесада (1871—1939) исп. Carlos Manuel de Céspedes y de Quesada                                               | 5 сентября 1933       | [ комм. 7 ]                                                                  | беспартийный |                                                      | Исполняющий обязанности президента Республики исп. Presidente de la República Interino                                                         | [ 25 ] |
| и. о.       | | Рамон Грау Сан-Мартин (1887—1969) исп. Ramón Grau San Martín                                                                                 | 5 сентября 1933       | 10 сентября 1933                                                             | беспартийный | [ комм. 9 ]                                          | Исполнительная комиссия Временного правительства Республики Куба исп. Comisión Ejecutiva del Gobierno Provisional de la República de Cuba      | [ 26 ] |
| и. о.       | Гильермо Франсиско Леопольдо Портела-и-Мольер (1886—1958) исп. Guillermo Francisco Leopoldo Portela y Möller | | 5 сентября 1933       | 10 сентября 1933                                                             | беспартийный | [ комм. 9 ]                                          | Исполнительная комиссия Временного правительства Республики Куба исп. Comisión Ejecutiva del Gobierno Provisional de la República de Cuba      | [ 26 ] |
| и. о.       | Хосе Мигель Ирисарри-и-Гамио (1895—1968) исп. José Miguel Irisarri y Gamio                                   | | 5 сентября 1933       | 10 сентября 1933                                                             | беспартийный | [ комм. 9 ]                                          | Исполнительная комиссия Временного правительства Республики Куба исп. Comisión Ejecutiva del Gobierno Provisional de la República de Cuba      | [ 26 ] |
| и. о.       | Серджио Карбо-и-Морера (1891—1971) исп. Sergio Carbó y Morera                                                | | 5 сентября 1933       | 10 сентября 1933                                                             | беспартийный | [ комм. 9 ]                                          | Исполнительная комиссия Временного правительства Республики Куба исп. Comisión Ejecutiva del Gobierno Provisional de la República de Cuba      | [ 26 ] |
| и. о.       | Порфирио Франка-и-Альварес де ла Кампа (1878—1950) исп. Porfirio Franca y Álvarez de la Campa                | | 5 сентября 1933       | 10 сентября 1933                                                             | беспартийный | [ комм. 9 ]                                          | Исполнительная комиссия Временного правительства Республики Куба исп. Comisión Ejecutiva del Gobierno Provisional de la República de Cuba      | [ 26 ] |
| и. о.       | | Рамон Грау Сан-Мартин (1887—1969) исп. Ramón Grau San Martín                                                                                 | 10 сентября 1933      | 15 января 1934                                                               | беспартийный | [ комм. 11 ]                                         | Временный президент Республики исп. Presidente Provisional de la República                                                                     | [ 27 ] |
| и. о.       | | Карлос Эвия-и-де-лос-Реес Гавилан (1900—1964) исп. Carlos Hevia y de los Reyes Gavilán                                                       | 15 января 1934        | 18 января 1934                                                               | беспартийный | [ комм. 12 ]                                         | Временный президент Республики исп. Presidente Provisional de la República                                                                     | [ 28 ] |
| и. о.       | | Карлос Мануэль Агустин Маркес Стерлинг-и-Лорет де Мола (1872—1934) исп. Carlos Manuel Agustín Márquez Sterling y Loret de Mola               | 18 января 1934 (часы) | 18 января 1934 (часы)                                                        | беспартийный | [ комм. 13 ]                                         | Государственный секретарь, временно отвечающий за исполнительную власть исп. Secretario de Estado, encargado interinamente del Poder Ejecutivo | [ 29 ] |
| и. о.       | | Карлос Мендьета-и-Монтефур (1873—1960) исп. Carlos Mendieta y Montefur                                                                       | 18 января 1934        | 11 декабря 1935                                                              | Либеральная партия Кубы | [ комм. 14 ]                                         | Временный президент Республики исп. Presidente Provisional de la República                                                                     | [ 30 ] |
| и. о.       | | Хосе Агрипино Барнет-и-Винахерас (1864—1945) исп. José Agripino Barnet y Vinageras                                                           | 11 декабря 1935       | 13 декабря 1935                                                              | Националистический союз | [ комм. 15 ]                                         | Государственный секретарь, временно отвечающий за исполнительную власть исп. Secretario de Estado, encargado interinamente del Poder Ejecutivo | [ 31 ] |
| и. о.       | 13 декабря 1935                                                                                              | Хосе Агрипино Барнет-и-Винахерас (1864—1945) исп. José Agripino Barnet y Vinageras                                                           | 20 мая 1936           | Временный президент Республики исп. Presidente Provisional de la República   | Националистический союз | [ комм. 15 ]                                         | | [ 31 ] |
| 10          | | Мигель Мариано Гомес-и-Ариас (1889—1950) исп. Miguel Mariano Gómez y Arias                                                                   | 20 мая 1936           | 24 декабря 1936                                                              | Националистический союз | 1936                                                 | Президент Республики исп. Presidente de la República                                                                                           | [ 32 ] |
| 11          | | Федерико Ларедо-Бру (1875—1946) исп. Federico Laredo Brú                                                                                     | 24 декабря 1936       | 10 октября 1940                                                              | Националистический союз | [ комм. 17 ]                                         | Президент Республики исп. Presidente de la República                                                                                           | [ 33 ] |
| 12 (I)      | | Рубен Фульхенсио Батиста-и-Сальдивар (1901—1973) исп. Rubén Fulgencio Batista y Zaldívar (урожд. Рубен Сальдивар исп. Rubén Zaldívar)        | 10 октября 1940       | 10 октября 1944                                                              | Демократическая социалистическая коалиция | 1940                                                 | Президент Республики исп. Presidente de la República                                                                                           | [ 34 ] |
| 13          | | Рамон Грау Сан-Мартин (1887—1969) исп. Ramón Grau San Martín                                                                                 | 10 октября 1944       | 10 октября 1948                                                              | Кубинская революционная партия — Истинная | 1944                                                 | Президент Республики исп. Presidente de la República                                                                                           | [ 27 ] |
| 14          | | Карлос Прио Сокаррас (1903—1977) исп. Carlos Prío Socarrás                                                                                   | 10 октября 1948       | 10 марта 1952                                                                | Кубинская революционная партия — Истинная | 1948                                                 | Президент Республики исп. Presidente de la República                                                                                           | [ 35 ] |
| —           | | Рубен Фульхенсио Батиста-и-Сальдивар (1901—1973) исп. Rubén Fulgencio Batista y Zaldívar (урожд. Рубен Сальдивар исп. Rubén Zaldívar)        | 10 марта 1952         | 11 марта 1952                                                                | Партия прогрессивного действия | [ комм. 19 ]                                         | Глава государства исп. Jefe del Estado | [ 34 ] |
| —           | 11 марта 1952                                                                                                | Рубен Фульхенсио Батиста-и-Сальдивар (1901—1973) исп. Rubén Fulgencio Batista y Zaldívar (урожд. Рубен Сальдивар исп. Rubén Zaldívar)        | 4 апреля 1952         | Глава правительства, премьер-министр исп. Jefe del Gobierno, Primer Ministro | Партия прогрессивного действия | [ комм. 19 ]                                         | | [ 34 ] |
| 12 (II—III) | 4 апреля 1952                                                                                                | Рубен Фульхенсио Батиста-и-Сальдивар (1901—1973) исп. Rubén Fulgencio Batista y Zaldívar (урожд. Рубен Сальдивар исп. Rubén Zaldívar)        | 24 февраля 1955       | [ комм. 20 ]                                                                 | Партия прогрессивного действия | Президент Республики исп. Presidente de la República | | [ 34 ] |
| 12 (II—III) | 24 февраля 1955                                                                                              | Рубен Фульхенсио Батиста-и-Сальдивар (1901—1973) исп. Rubén Fulgencio Batista y Zaldívar (урожд. Рубен Сальдивар исп. Rubén Zaldívar)        | 1 января 1959         | 1954                                                                         | Партия прогрессивного действия | Президент Республики исп. Presidente de la República | | [ 34 ] |
| и. о.       | | Андрес Доминго Моралес-и-дель-Кастильо (1892—1979) исп. Andrés Domingo Morales y del Castillo                                                | 14 августа 1954       | 24 февраля 1955                                                              | Партия прогрессивного действия | [ комм. 22 ]                                         | Исполняющий обязанности президента Республики исп. Presidente de la República Interino                                                         | [ 24 ] |
| —           | | Ансельмо Альегро-и-Мила (1899—1961) исп. Anselmo Alliegro y Milá                                                                             | 1 января 1959 (часы)  | 1 января 1959 (часы)                                                         | Партия прогрессивного действия | [ комм. 24 ]                                         | Президент Республики исп. Presidente de la República                                                                                           | [ 36 ] |
| —           | | Карлос Мануэль Пьедра-и-Пьедра (1895—1988) исп. Carlos Manuel Piedra y Piedra                                                                | 1 января 1959 (часы)  | 1 января 1959 (часы)                                                         | беспартийный | [ комм. 26 ]                                         | Исполняющий обязанности президента Республики исп. Presidente de la República Interino                                                         | [ 36 ] |
| 15          | | Мануэль Уррутия Льео (1901—1981) исп. Manuel Urrutia Lleó                                                                                    | 1 января 1959         | 17 июля 1959                                                                 | беспартийный | [ комм. 27 ]                                         | Президент Республики исп. Presidente de la República                                                                                           | [ 37 ] |
| 16          | | Освальдо Дортикос Торрадо (1919—1983) исп. Osvaldo Dorticós Torrado                                                                          | 18 июля 1959          | 2 декабря 1976                                                               | Народная социалистическая партия → Интегрированные революционные организации → Объединённая партия Социалистической Революции Кубы → Коммунистическая партия Кубы | [ комм. 29 ]                                         | Президент Республики исп. Presidente de la República                                                                                           | [ 38 ] |
| 17 (I—VI)   | | Фидель Алехандро Кастро Рус (1926—2016) исп. Fidel Alejandro Castro Ruz (урожд. Фидель Касиано Рус Гонсалес исп. Fidel Casiano Ruz González) | 2 декабря 1976        | 24 февраля 2008                                                              | Народная социалистическая партия → Интегрированные революционные организации → Объединённая партия Социалистической Революции Кубы → Коммунистическая партия Кубы | 1976                                                 | Председатель Государственного совета исп. Presidente del Consejo de Estado                                                                     | [ 39 ] |
| 17 (I—VI)   | 1981 | Фидель Алехандро Кастро Рус (1926—2016) исп. Fidel Alejandro Castro Ruz (урожд. Фидель Касиано Рус Гонсалес исп. Fidel Casiano Ruz González) | 2 декабря 1976        | 24 февраля 2008                                                              | Народная социалистическая партия → Интегрированные революционные организации → Объединённая партия Социалистической Революции Кубы → Коммунистическая партия Кубы |                                                      | Председатель Государственного совета исп. Presidente del Consejo de Estado                                                                     | [ 39 ] |
| 17 (I—VI)   | 1986 | Фидель Алехандро Кастро Рус (1926—2016) исп. Fidel Alejandro Castro Ruz (урожд. Фидель Касиано Рус Гонсалес исп. Fidel Casiano Ruz González) | 2 декабря 1976        | 24 февраля 2008                                                              | Народная социалистическая партия → Интегрированные революционные организации → Объединённая партия Социалистической Революции Кубы → Коммунистическая партия Кубы |                                                      | Председатель Государственного совета исп. Presidente del Consejo de Estado                                                                     | [ 39 ] |
| 17 (I—VI)   | 1993 | Фидель Алехандро Кастро Рус (1926—2016) исп. Fidel Alejandro Castro Ruz (урожд. Фидель Касиано Рус Гонсалес исп. Fidel Casiano Ruz González) | 2 декабря 1976        | 24 февраля 2008                                                              | Народная социалистическая партия → Интегрированные революционные организации → Объединённая партия Социалистической Революции Кубы → Коммунистическая партия Кубы |                                                      | Председатель Государственного совета исп. Presidente del Consejo de Estado                                                                     | [ 39 ] |
| 17 (I—VI)   | 1998 | Фидель Алехандро Кастро Рус (1926—2016) исп. Fidel Alejandro Castro Ruz (урожд. Фидель Касиано Рус Гонсалес исп. Fidel Casiano Ruz González) | 2 декабря 1976        | 24 февраля 2008                                                              | Народная социалистическая партия → Интегрированные революционные организации → Объединённая партия Социалистической Революции Кубы → Коммунистическая партия Кубы |                                                      | Председатель Государственного совета исп. Presidente del Consejo de Estado                                                                     | [ 39 ] |
| 17 (I—VI)   | 2003 | Фидель Алехандро Кастро Рус (1926—2016) исп. Fidel Alejandro Castro Ruz (урожд. Фидель Касиано Рус Гонсалес исп. Fidel Casiano Ruz González) | 2 декабря 1976        | 24 февраля 2008                                                              | Народная социалистическая партия → Интегрированные революционные организации → Объединённая партия Социалистической Революции Кубы → Коммунистическая партия Кубы |                                                      | Председатель Государственного совета исп. Presidente del Consejo de Estado                                                                     | [ 39 ] |
| 18 (I—II)   | | Рауль Модесто Кастро Рус (1931—) исп. Raúl Modesto Castro Ruz                                                                                | 31 июля 2006          | 24 февраля 2008                                                              | Народная социалистическая партия → Интегрированные революционные организации → Объединённая партия Социалистической Революции Кубы → Коммунистическая партия Кубы | [ комм. 31 ]                                         | Председатель Государственного совета исп. Presidente del Consejo de Estado                                                                     | [ 40 ] |
| 18 (I—II)   | 24 февраля 2008                                                                                              | Рауль Модесто Кастро Рус (1931—) исп. Raúl Modesto Castro Ruz                                                                                | 24 февраля 2013       | 2008                                                                         | Народная социалистическая партия → Интегрированные революционные организации → Объединённая партия Социалистической Революции Кубы → Коммунистическая партия Кубы |                                                      | Председатель Государственного совета исп. Presidente del Consejo de Estado                                                                     | [ 40 ] |
| 18 (I—II)   | 24 февраля 2013                                                                                              | Рауль Модесто Кастро Рус (1931—) исп. Raúl Modesto Castro Ruz                                                                                | 19 апреля 2018        | 2013                                                                         | Народная социалистическая партия → Интегрированные революционные организации → Объединённая партия Социалистической Революции Кубы → Коммунистическая партия Кубы |                                                      | Председатель Государственного совета исп. Presidente del Consejo de Estado                                                                     | [ 40 ] |
| 19 (I—III)  | | Мигель Марио Диас-Канель Бермудес (1960—) исп. Miguel Mario Díaz-Canel Bermúdez                                                              | 19 апреля 2018        | 10 октября 2019                                                              | Народная социалистическая партия → Интегрированные революционные организации → Объединённая партия Социалистической Революции Кубы → Коммунистическая партия Кубы | 2018                                                 | Председатель Государственного совета исп. Presidente del Consejo de Estado                                                                     | [ 16 ] |
| 19 (I—III)  | 10 октября 2019                                                                                              | Мигель Марио Диас-Канель Бермудес (1960—) исп. Miguel Mario Díaz-Canel Bermúdez                                                              | 19 апреля 2023        | [ комм. 32 ]                                                                 | Народная социалистическая партия → Интегрированные революционные организации → Объединённая партия Социалистической Революции Кубы → Коммунистическая партия Кубы | Президент Республики исп. Presidente de la República | | [ 16 ] |
| 19 (I—III)  | 19 апреля 2023                                                                                               | Мигель Марио Диас-Канель Бермудес (1960—) исп. Miguel Mario Díaz-Canel Bermúdez                                                              | действующий           | 2023                                                                         | Народная социалистическая партия → Интегрированные революционные организации → Объединённая партия Социалистической Революции Кубы → Коммунистическая партия Кубы | Президент Республики исп. Presidente de la República | | [ 16 ] |